# 니시 항공전
니시 항공전은 세르비아의 니시에서 1944년 11월 7일 미국과 소련의 공군 사이에서 발생한 공중전이다. 제2차 세계 대전 당시 이 두 국가가 직접적으로 군사적 충돌을 일으킨 것은 이 공중전이 유일하며, 냉전 이전에 미-소간의 충돌이라는 점에서도 주목할만 하다. 1944년 10월 베오그라드 공세가 성공적으로 끝나고 독일군이 북쪽으로 후퇴하면서 붉은 군대의 부대는 그들을 추격하라는 명령을 받았다. 11월 7일, 제6라이플군단이 헝가리 전선을 강화하기 위해 니시에서 베오그라드를 향해 이동하고 있었는데 이 때 미군이 이들을 공격한 것이다. 양측은 전투 이후 이것을 비밀로 부치기로 합의했다.

## 전투
베오그라드 공세 이후 소련의 제3라이플군단이 공격을 받은 것은 10시쯤으로, 야스트레바츠 산 남동쪽에 미국 P-38 라이트닝 비행단이 도착하여 이들의 지휘차량에 공격을 시작했다. 이 결과로 소련군 31명이 죽고 37명이 부상을 당했다. 이 공격으로 G.P 콭프 군단 사령관도 사망했다. 두 번쩨 P-38 비행단이 그들의 공격을 시작하는 동안 당시 니시 공군기지에 있던 소련군 제17공군 사령관인 수데츠 장군이 니시에 기지를 둔 659연대의 288공수사단에게 비행 임무를 맡은 야코벨레프 YAK-3 전투기에 즉각적인 출격을 지시하라고 명령했다. 미국 전투기들은 소련 전투기의 날개에 붙어 있는 붉은 별이 명백하게 보임에도 불구하고 소련군 전투기를 공격했다. 소련 전투기 중 1대는 바로 격추되었다.
P-38들은 500m 정도 상승해서 방어적 태세를 니시 시가지 위에서 형성해서 이 불확실한 상황이 어떻게 해결될지 지켜보기로 결정했다. 항공 엔지니어 드라고슬라프 디미치에 따르면 남아있던 소련 전투기들이 약 20m의 고도에서 옛 도시 요새 위를 날며 라이트닝 비행기들을 가파른 경사에서 공격했다. 1대의 라이트닝 전투기가 폭발하면서 니시 공군기지 위로 추락했다. 야크 전투기들은 빙빙 도는 라이트닝 전투기들 사이로 날며 위쪽에서부터 다시 공격했다. 야크 전투기 중 1대가 미국 전투기에 의해 공격을 받아 격추되었다. 이 때 소비에트 공군 에이스 조종사인 알렉산드르 이바노비치 콜두노프가 니시 공군기지에서 출격하였으며 이들이 이끄는 전투기들이 미군을 공격했다. 죽음의 각도를 이룬 이들 소련군 전투기들은 공중전을 서쪽으로 이동시켰다. 9대의 YAK-3전투기들과 불확실한 수의 라이트닝 전투기들이 나머지 15분 동안 전투를 벌였다. 미국 작가 글렌 보스는 4대의 야크 전투기와 2대의 라이트닝이 격추되었다고 말했고 러시아의 자료는 3대의 야크와 4대의 라이트닝이 격추되었다고 진술했다. 유고슬라비아 파르티잔의 사무관인 조코 드레쿤은 미군 전투기 7대와 소련 전투기 3대가 격추되었다고 보고했다. 진짜 격추 수는 공식 발표가 러시아와 미국에서 나올 때까지 결정되지 않고 있다.